# 菅達長
菅 達長（かん みちなが）は、戦国時代から江戸時代初期にかけての武将・大名。通称は平右衛門。淡路十人衆の1人。淡路島の東の海の水軍を率いた。本拠地は志知・釜口・岩屋・須本など諸説ある。

## 生涯
菅氏は、菅原道真を輩出した菅原氏を本姓とする東坊城家から派生したとされるが、裏付けには乏しく、淡路国の国衆（土豪）だったと考えられている。達長の生い立ちなどは不明である。
天正年間に入り、中国地方の毛利氏と近畿を治め台頭する織田信長が争うようになり、当時の淡路島は両勢力がぶつかる狭間にある拠点だったため、淡路の国衆はどちらにつくか迷っていた。結果、達長のみ毛利方につき、あとは安宅信康が織田方につき、その他の国衆（船越景直など）は、なお決めかねていた。そのような中、天正4年（1576年）に室町幕府15代将軍・足利義昭を擁する毛利輝元の軍勢が信康の守る淡路島岩屋城を落城させると、毛利方の達長が岩屋城主になった。以後、石山本願寺攻めでも毛利方に与した。ところが天正9年（1581年）の11月中旬、織田方の四国攻めの足がかりとして、淡路に羽柴秀吉が池田元助と共に攻め入ると、1日で岩屋城は落城。淡路島は掃討され、国衆はほとんど滅ぼされたが、達長はこれを逃れて潜伏した。
天正10年（1582年）6月3日、本能寺の変で信長が死ぬと、達長は明智光秀に与して、当時仙石秀久のものだった洲本城を奪取するが、すぐに洲本の廣田蔵之丞らに奪還された。達長は四国へ渡り、香宗我部親泰の与力になった。天正12年（1584年）の小牧・長久手の戦いでは雑賀衆と結び、3月18日に岸和田へ攻め入ったが敗退した。
豊臣秀吉による四国攻めの結果、天正13年（1585年）、達長は主家の長宗我部氏とともに豊臣氏に降伏。豊臣政権下では所領安堵され、1万石ないし1万5,000石を知行され、何れかの時期に淡路より伊予国に転封になった。以降、秀吉の元で水軍を率いることになり、九州征伐、小田原征伐、文禄・慶長の役などに水軍を出した。『太閤記』によれば、朝鮮出兵では舟奉行として250人を率いて出陣し、主に輸送船団の護衛衆を務め、漆川梁海戦などで軍功を挙げた。秀吉が死んだ際には、遺品の長光の太刀を受領した。
慶長5年（1600年）の関ヶ原の戦いでは、九鬼嘉隆と共に西軍に属して戦った。戦後に所領を没収されたため、尼崎に蟄居。その後、今治藩主であった藤堂高虎に5,000石の侍大将として召し抱えられた。
慶長19年（1614年）の大坂冬の陣の直後、高虎の命令で大坂城外堀の埋め立て工事の一部を担当することになったが、徳川方は城の惣構えのみを埋め立てるという冬の陣の講和条件に反し、二の丸・三の丸の堀の埋め立てをも強行する徳川方の行為に対し、士道にあるまじき（臆病な）振る舞いであると立腹して埋め立てを拒んで、巡視にきた高虎と口論になった。無礼だと怒った高虎は達長に切腹を命じ、その命に服して、同年12月26日、切腹した。
なお、2011年の発掘調査で、大坂城の埋められた堀の中から、「管平右衛門」宛ての荷札が出土している。
達長が創始した水軍の術「菅流」は、権之佐によって代々伝えられ、『菅流水軍要略』などの書物が残っている。